# アマチュア
アマチュア（英: amateur）は、芸術・学問・スポーツなどを、職業としてではなく、趣味や余技として行う事であり、素人や愛好家とも言う。よく「アマ」と略される。対義語はプロフェッショナル（professional。金銭を得る人）。

## 概説
「アマチュア」は、ラテン語の「amator」（＝愛好家）が語源でありノンプロとも言う。スポーツにおいて、「福祉的目的でスポーツを行う者は、アマチュアでなくてはならない」と聞く事がある。あるいは「健康増進を目的としてアマチュア精神に従って行う」という主張はアマチュアリズムと呼ばれる。
プロとアマチュアを区分することについて、日本ゴルフ協会は「特別に報酬をえる事なしに、ゴルフの挑戦に対してプレーするというアマチュアに適した姿勢がある。一方でプロフェッショナルとしてゴルフをプレーするプレーヤーの職域を侵害しないこと」と、その意義を謳っている。
アマチュアやアマチュアリズムは、スポーツの分野で精神論として役割を果たしてきた歴史があるが、他の分野でも、人々の無償での参加によって発展している分野は多い。たとえば、アマチュア無線の無線技術は宇宙開発などで使われるようになり、アプリケーションソフトウェアの分野では、無償で作られた自由ソフトウェアが、コンピュータプログラムに利用されている。特に、多くの有志が参加する方式でソフトウェア開発を行う「バザール方式」は優れた方法とされる。
その他、昆虫学・天文学といった分野で、アマチュアは一定の役割を果たしてきた。

## スポーツにおけるアマチュア
報酬を目的に競技するのではなく、楽しみながらスポーツを純粋に愛好する人をアマチュアといい、その精神（スピリット）をアマチュアリズムといい希望を授ける。
アマチュアリズムが根幹を成しているスポーツや、アマチュアのみによって行われているスポーツ種目などをアマチュア・スポーツと言う。対義語はプロフェッショナルスポーツ。
近代のスポーツ大会はアマチュアリズムによって発展している歴史がある。1896年に始まった近代オリンピックは参加資格をアマチュアに限定しており、オリンピック憲章の「アマチュア条項」が設けられた。人々はアマチュアリズムで大会に挑むことを喜びとしていた。各国のオリンピック委員会などの規定でも、国際競技連盟でも（解釈に若干の違いはある）おおむね継承されていた。だが、1945年以降、流動する社会情勢やスポーツの水準の向上などによって、伝統的なアマチュアリズムの考え方では対応しきれなくなる事態が起きており、スポーツ界はアマチュア規定緩和の方向へと進んだ事により、1962年にはクリケットがアマチュア規定を廃止し、1968年にはテニスのウィンブルドン大会がプロフェッショナルにも開放された。1974年にはついにオリンピック憲章の「アマチュア条項」からもアマチュアに関する規定が削除されている。

### 歴史
イギリスとアメリカ
18世紀のイギリスのスポーツ界では「ジェントルマン」という用語がアマチュアと同義語として使われて、当時
ｍは「ジェントルマンでなければアマチュアでない」とされた。
「アマチュア」という言葉がスポーツに初めて取り入れられたのは、1839年にイギリスで行われたボートレースのヘンリー・ロイヤル・レガッタである。この1839年のヘンリー・ロイヤル・レガッタで決められた参加資格が、（成文化されなかった）世界で初めてのアマチュア規定であった。規定が初めて成文化されたのは、1866年のイギリス陸上競技選手権大会である。（ただし、その内容は、スポーツによって生計を営む者だけでなく、労働者階級のスポーツ愛好家を締め出すものであった。イギリスは、階級意識が強く、「スポーツは上流階級の人々同士で行うもの」というのが、当時の（上流階級の）社会通念であった。
アメリカ合衆国では、1868年にアマチュア競技会への参加規定が決められたが、（イギリスでは趣旨が大きく異なり）、プロ野球の創設・発展、多額の賞金や賭博行為の増加・横行などによって腐敗が進み、プロフェッショナル競技者とアマチュア競技者の区別を明確化する必要に迫られたからである。アメリカでは(イギリスのようには）労働者階級を排除する内容はなかった。
イギリスでもその後次第に労働者の社会的地位が向上し、労働者にもスポーツに参加するようになって、スポーツは大衆化へと進んでいった。
近代オリンピック
近代オリンピックは1896年アテネオリンピックに始まったわけであるが、参加資格をアマチュアに限定していた。国際オリンピック委員会は、1901年に初めて各競技種目共通の規定を作ったが、その内容は次の3つに該当する者はアマチュアとして認めない、というものである。
1. 金銭を得るためにプレーをする者
2. プロとして一緒にプレーする者
3. 講師等もしくはトレーナーとして、金銭を得る者（無資格等）

スポーツ競技で多くの人が競い合う場合、同じような資質を持っている人々では、年月をかけてトレーニングを十分に積んだ人が有利になる傾向がある。貴族や紳士は、領地などからの収入があり、生活に追われ時間を割く必要もないので、ふんだんにトレーニングに時間を割けるわけである。
上述のように、労働者階級もアマチュアとして、つまり趣味として、スポーツを楽しむことができるようになった事で、労働者階級の人がトレーニングに日々の時間を割く事が増えて、（領地からの収入が無い労働者の場合）生きるために必要な生活費をどのように得るか、という問題が生じることになる。
スポーツ競技の大規模な大会は、人々の注目を引く。注目が集まる場というのは、大抵 宣伝に利用される。国家権力者はオリンピックに着目し、国家の宣伝の場として利用するようになった。自国から参加させる選手に上位を多くとらせることで、見る人々に、その国の体制が優れている、という印象を植え付けようとした。ナチス・ドイツは、1936年のベルリンオリンピックをプロパガンダの目的に使った。
第二次世界大戦後になると、ソビエト社会主義共和国連邦などの共産主義諸国（東側諸国）がオリンピックを宣伝目的に使い、それに対抗するように、アメリカ合衆国などの資本主義諸国（西側諸国）も行うようになった。
社会主義国では、競技者の生活を補償する必要に迫られ、国家が（トレーニングにだけ集中できる生活環境を無償で提供）養成する選手（ステート・アマチュア）が登場し、米国では、奨学金によってスポーツに励む選手（スカラシップ・アマチュア）が登場し、他の多く資本主義国でも、スポンサーや企業の援助を受けて（生活環境や道具を整える）その代償として宣伝に使われる選手（コマーシャル・アマチュア）が誕生した。
たとえば「ステート・アマ」とはスポーツに専念できる環境を国家によって与えられた者であり、トレーニング期間中や競技者でいる期間は金銭は得ていないので一応は「アマチュア」ではあるものの、メダルを獲得すれば将来、競技者を引退後、一般人よりも恵まれた年金を与えられるなど別の形で金銭的見返りがあった。ステート・アマをアマチュアのカテゴリとして捉えてよいのかについては議論の余地が残る。同様にコマーシャル・アマチュアも（現金は得ていない場合でも、実際には貨幣に換算可能な現物を支給されており）愛好家としてのカテゴリであるか議論の余地がある。
1945年以降、流動する社会情勢やスポーツの「水準の向上」（≒尋常でないトレーニング量が要求される質、技）などによって、伝統的なアマチュアリズムの考え方では対応しきれなくなってきていた。（西側世界（資本主義の諸国）では、スポーツ大会やアスリートに対する商業主義の侵食も激しくなった。）ついにはアマチュア規定緩和の方向へと進み、1962年にはクリケットがアマチュア規定を廃止し、1968年にはテニスのウィンブルドン大会がプロフェッショナルにも開放された。
IOCは、ステート・アマに対する西側からの批判、更にプロ選手を出場させる事によって得られそうな経済的な見返りから、1974年にオーストリア首都ウィーンで開催された第75回国際オリンピック委員会総会で、オリンピック憲章からアマチュア条項を削除し、オリンピックの「オープン化」を図り、アマ/プロの区別なく参加できるようになり、アマチュアからプロへ転向する選手や、プロであることの宣言を行う選手が出るようになった。

### 日本におけるアマチュア競技
日本のスポーツ牽引してきた要素として学校スポーツと企業スポーツがある。これらはいずれもアマチュアスポーツとして発足したが、オリンピックと同じく現状でアマチュアである必要が見出せなくなっている。現状でもこれらがアマチュアスポーツであるという理解の仕方は存在するが、アマチュアの定義や学校スポーツ・企業スポーツなどでフェスティバルが開催されて現状を維持する精神的でクラシカルな認識、定義の方法である。
学校スポーツは高校や大学の体育会系で行われているスポーツである。特に後者については企業スポーツが整備されるまでは日本のスポーツの牽引役を担ってきた歴史がある。柔道などでは形式上企業スポーツに移行した選手でも実体は出身校などの学校スポーツで普段練習しているケースもある。現状においてはこれらのトッププレイヤーはスポーツで活躍する事を期待され入学を許可されていたり、その見返りとして学費や部費の免除が与えられている。これらは「スポーツ特待生制度」などと呼称されるが、これは経済的な見返りではなく、特に私立学校の選手はステート・アマの一種とみなされることもある。
企業スポーツは会社内の同好会やサークルとして始まったものである。1960年代以降全国規模のリーグ戦が実施されるようになって企業アマ（あるいはコーポレート・アマ）と呼ばれる形態が成立し、それ以前の大学スポーツに代わって国内スポーツのけん引役を担うようになった。企業アマとは社員・職員の福利厚生や健康増進、若しくは企業の対外的な宣伝効果を名目として、所属する企業から金銭的支援システムがあった。例えば就業時間内に練習をしても、あるいはスポーツ活動専業で社業に従事していなくても、就業したものと見なして賃金を払ったり、体育館やグランドの整備に会社からの金銭的支援があるという仕組みであった。こうした企業アマについてもステート・アマと同じく「アマチュア」と呼んでいいのかについて議論の余地が存在する。企業によるスポーツ活動はあくまでも企業メセナの一環であり、会社の業績如何、若しくは全体的な好不況の如何によって整理、廃止される事がある。リーグ自体が存在できなくなったという場合も想定できる。
西ヨーロッパで重要な位置を占めているアスレチッククラブ、スポーツクラブなどでの社会スポーツの形態は日本ではレクリエーションスポーツや習い事としては盛んである。チャンピオンスポーツ・トップレベルの選手育成をこの社会スポーツに主流をおいているのは水泳、アーティスティックスイミング、フィギュアスケート、体操、ゴルフなど一部の競技に限定されてきた。1990年代以降になってJリーグはこうしたスポーツクラブの形態を積極的に推奨した。また、バブル崩壊以降の景気後退の局面で、経済的な判断によって企業から放り出されたチームが積極的に企業スポーツから社会スポーツに転換する例も見られるようになった。こうした経緯によって、社会スポーツは既存の学校スポーツや企業スポーツに次ぐ第三のスポーツの場として、日本でも重要度が増してきている。Jリーグにおいては年代別チーム（ユース、ジュニアユース、ジュニア）の所有を義務付けており、また、これ以外にも女子チームやアマチュアチームを所有するクラブがある。またサッカーに限らず幅広いスポーツの普及、選手の育成に乗り出すクラブも存在する。Jリーグ主導のクラブは既に収入を得る仕組みを有しているためクラブ財政が許容する範囲で選手に支援する事が可能である。また、これ以外のスポーツクラブについてもトップレベルの選手を商業的に利用したり、クラブがスポンサーからの提供によって運営資金を得ている。この範囲の中で選手にお金をかけるのはJリーグクラブと共通である。また、柔道やレスリング、相撲などを除くマイナー格闘技、マイナー武道や武術の世界はトップレベルの選手育成も含め社会スポーツ中心で古くから行われている。この社会スポーツが「真のアマチュア」と捉えられているが、自らや家族の金銭的支援が多く、貧困層の参加が困難であり、スポーツ界における経済力での差別を生む要因および「スポーツの貴族回帰」との批判がある。
全てのスポーツが程度の差はあるが上記のような現状であると理解して構わない。トップレベルの選手はアマチュアでないことが多いが、アマチュアでなくてもオリンピックやその他国際大会には出場可能である。また国内大会でも国スポ（旧国体）やインターハイ、インターカレッジも出場可能な方向へ徐々に改められている。このため、アマチュアでないことに対して特段問題になる事はないため選手の実態についても問題にされる事はない。

#### 野球
日本の野球では、プロ野球以外のものを総称してアマチュア野球にカテゴライズしている。この解釈は「プロフェッショナル以外は全てアマチュア」という二元論であり、この定義は他のスポーツと比べて極めて特異である。野球以外のスポーツについても学校や企業のスポーツがアマチュアであるという古典的な理解の仕方がまかり通るのは野球の影響するところが大きい。
この特異さは選手（特にトップレベルの多く）の実態がアマチュアでない（＝全国大会で優勝しようものなら高い名声を得て、プロ野球から引く手数多となる）高校野球、大学野球、社会人野球においてしばしば問題化する。選手の実態としてはこれらの野球においても他の競技の学生スポーツ、企業スポーツと変わるところはない。日本の野球が極めて特異なのはこうした選手の実態を完全に無視して「アマチュア」野球であると主張しているところに存在し、これは建前としてはアマチュア野球選手はあくまでも「アマチュア」であると主張するものである。このため実態と建前を分けて理解する必要に迫られる。
さらに特異なのは他のスポーツを掌握する組織の傘下に野球が属していない（高野連は高体連に、日本学生野球協会は日本スポーツ協会に属していない独自の組織）か、属していても対外的な大会に参加するための組織と国内大会に参加するための組織がバラバラであることなどから他のスポーツの基準や潮流が野球に関して全く適用されない事である。「アマチュア」の規定に関して既に日本の野球、独自のローカルルールになっているのは既に述べたとおりである。また、他のスポーツでは最近の潮流として「アマチュアでない」状態が追認されているが、日本のアマチュア野球では歴史的な経緯からプロ野球との明確な差異を求められる事はないが、アマチュアリズムへの回帰がある。

#### ボクシング
日本におけるボクシングの「プロフェッショナル」「アマチュア」も特異的な性格を持っている。カテゴライズとしては日本ボクシングコミッション(JBC)及び日本プロボクシング協会(JPBA)が関わるものを「プロボクシング」、日本ボクシング連盟(JABF)が関わるものを「アマチュアボクシング」としているが、JBC/JPBAでは同団体が関係しない競技をすべて「アマチュア」、一方でJABFでは同団体が関係しない競技をすべて「プロフェッショナル」とみなしている。しかし、国内ではJBC/JPBA、JABFいずれも直轄しない競技団体（ザ・おやじファイト、かつての日本女子ボクシング協会など）も存在しているため第三者から見た場合見方によっては「プロフェッショナル」「アマチュア」双方に含まれると言う矛盾も発生している。
また、JBC/JPBAにおいては「プロボクサー」活動での報酬を受け取っていない選手やボクシングジムを所有して所属する選手を「社員」として雇用する企業も存在しており、実態としては他のスポーツにおける「アマチュア」と「プロフェッショナル」が混合しているとされる。

#### ゴルフ
ゴルフの場合、プロゴルファーとしての資格だけでなくアマチュア資格も存在し、日本では日本ゴルフ協会が管理している。ゴルフに関して報酬を受け取るなどの、アマチュア資格規則への違反行為があればアマチュア資格を喪失し、「プロでもアマチュアでもない」状態となる。

## スポーツ以外

### 将棋
将棋においては、日本将棋連盟や日本女子プロ将棋協会などに属する棋士、女流棋士が「プロ」でそれ以外の者が「アマチュア」となっており、いわゆるアマチュア棋戦の参加権は後者に限定されている。ただし、プロを目指して奨励会に入ったもののプロになれなかった元奨励会員がアマチュア棋戦に参加することやアマチュアのトップレベルがプロ棋戦に（棋戦独自の規定により）参加することは普通のことである。かつては将棋連盟所属ではなく賭け将棋によって生計を立てていた真剣師という職業も存在していた（真剣師はアマチュア棋戦に参加した実例があり、アマチュア名人戦優勝者もいる）。現在では真剣師という職業はなくなり、女流棋士の一部を除いてプロ棋士は対局と普及活動によって生計を立て、かつてのように副業やスポンサーからの支援に頼っている棋士は存在しないため、プロとアマの境界線は「対局で報酬を受け取れる者がプロ、それ以外がアマ」という古典的分類に落ち着いている（棋士の待遇改善や賭け将棋への取り締まりもあって、「プロとアマの境界線が明確になる方向に事態が推移する」という、スポーツとは反対の流れになった）。
ただし、境界線が明確となったことは必ずしも「プロとアマチュアの垣根がある」ことを意味するものではない。81Dojoや将棋倶楽部24などといったネット将棋の普及により、アマチュアとプロが対局できる環境となっており、ネット将棋で腕を上げたアマチュアがプロ入りした例や、奨励会員がネット将棋を練習の場とする例もある。さらに、プロの棋戦にあるアマチュア枠から出場したトップアマがプロ棋士と互角以上の戦いを見せる例もあり、特例として瀬川晶司のプロ編入試験が行われ、さらにはプロ編入試験が制度化されるに至っている。
よって2019年11月現在における一般的解釈では、「日本将棋連盟」または「日本女子プロ将棋協会」に所属する「棋士」・「女流棋士」が「プロ」と定義され、逆説的にそれ以外の者が「アマチュア」と考え得る。

### 無線
無線通信をアマチュア無線局が開拓・開発していったという歴史的経緯もあって、国際電気通信連合による国際電気通信連合憲章上の無線通信規則や、日本の電波法制上もアマチュア無線が位置づけられており、周波数帯や、国家資格であるアマチュア無線技士による無線従事者免許証制度も、商用の業務無線とは別個に存在する。
電波法に「アマチュア業務」とあるように、行動により区分される。つまり、アマチュア無線かどうかは属人的なものではなく、無線従事者を職業として行う人であっても容認（相手方がアマチュア局）されているものであればアマチュア無線を行うことができる。
また電波法にあるとおり、日本国においてアマチュア無線は業務であり、日本の無線通信においてのアマチュアは、無償で無線業務を行う事となる。
アマチュア無線家は災害時に活躍し、たとえば日本では阪神・淡路大震災や東日本大震災など、大規模災害時などにおける非常通信などでは、重要な役割を担っている。
そして日本アマチュア無線連盟（JARL）により、非常通信の支援や、趣味の範疇における無線活動の活性化が行われている。

#### アマチュアコード
日本アマチュア無線連盟（JARL）では、「アマチュア」に対して以下の定義を行っている。
- アマチュアは、良き社会人であること
- アマチュアは、健全であること
- アマチュアは、親切であること
- アマチュアは、進歩的であること
- アマチュアは、国際的であること

以上の5項目を、アマチュア無線家に提唱している。

### 音楽
クラシック音楽の演奏を趣味とするアマチュアの演奏家が自主的に集まって活動する管弦楽団を、アマチュア・オーケストラ（アマオケ）と呼ぶ。
クラシック音楽以外ではアマチュアによるバンド活動（アマチュアバンド）があるほか、吹奏楽団、合唱団、和楽器の演奏など各種の団体・個人が存在する。
いずれも演奏により報酬を得る目的ではないため、活動資金は「団費」として参加者自身が拠出したり、チケットの自主販売や寄付を募る等によって賄う。
日本全国のアマチュア・オーケストラ活動を促進するため、1972年に日本アマチュアオーケストラ連盟が結成されている。

### 関連語
- セミプロ
- ボランティア
- プロボノ